# جسی وایسنفلز
جسی وایسنفلز (انگلیسی: Jesse Weißenfels؛ زادهٔ ۲۶ مهٔ ۱۹۹۲) بازیکن فوتبال اهل آلمان است.